# Cheetah Chrome Motherfuckers
Cheetah Chrome Motherfuckers est un groupe italien de punk hardcore, originaire de Pise, actif entre 1979 et 1987. Il est l'un des premiers groupes de punk hardcore et fait partie de la scène toscane Granducato Hardcore à laquelle appartiennent des groupes tels que Juggernaut, I Refuse It!, Wardogs, Dements, Auf'schlag et plus généralement de la scène punk hardcore italienne avec des groupes tels que Declino, Cani, Indigesti, Negazione et Stigmathe. 
Le style musical du groupe est qualifié par la presse spécialisée d'« ultracore ». Les membres des Cheetah Chrome Motherfuckers ont par la suite fait partie de groupes tels que Not Moving et Putrid Fever.

## Histoire
Cheetah Chrome Motherfuckers est formé à Pise en 1979 de la rencontre de Sid Migx, Dome « La Muerte », Antonio et Vipera, tous issus de leur précédente expérience avec Jim Plumbago dans Upper jaw mask . Le nom du groupe est un hommage au guitariste des Dead Boys. Le premier EP sort en 1981 chez Cessofonya Records ; il contient 4 titres et s'intitule 400 Fascists. Le titre est inspiré d'un défilé militaire de 400 parachutistes qui a eu lieu à Pise dans ces années-là. Le disque représente l'une des toutes premières productions de punk hardcore italien, un genre qui se développait dans le reste du monde dans ces années-là.
En 1983, ils sortent l'album split cassette auto-produit Sfregio Permanente / Permanent Scare qui les voit en collaboration avec I Refuse It!. et la même année, ils auto-produisent également (We're the) Juvenile Delinquency. La cassette est rééditée en LP par Children of the Revolution Records en 1985. 
Ils participent le 4 décembre 1983 au festival Last White Christmas à Pise, organisé par le Granducato Hardcore (GDHC) dans l'église déconsacrée de San Zeno. En 1984, Cheetah Chrome Motherfuckers est invité par R Radical Records à participer à la double compilation International P.E.A.C.E. Benefit Compilation, qui comprendra, entre autres, des groupes tels que Crass, D.O.A., Dirty Rotten Imbeciles, Septic Death, Conflict, Reagan Youth, White Lies, Subhumans, Dead Kennedys, Butthole Surfers, mais aussi d'autres groupes de la scène italienne comme Negazione, Peggio Punx, Declino, Contrazione, Impact, RAF Punk et Wretched. La compilation est publiée en collaboration avec le fanzine San Francisco à distribution internationale Maximumrocknroll, qui avait une rubrique mensuelle sur la scène punk hardcore italienne.
En 1985, ils produisent leur deuxième EP pour le label florentin Belfagor Records, intitulé Furious Party. En 1986, lors d'une tournée aux États-Unis, ils enregistrent à Indianapolis leur Into the Void puis sortent sur Belfagor Records,. En 1987, le groupe se sépare après la sortie de l'album live Live in SO.36 publié sur Destiny Records.

## Discographie

### Albums studio
- 1983 : (We're the) Juvenile Delinquency (cassette, autoproduction)
- 1986 : Into the Void (album, Belfagor Records)
- 1987 : Live In SO.36 (album, Destiny Records)
- 1995 : Right to Be Italian (cassette, E.U. '91 Produzioni, Provincia Attiva)
- 2017 : The Furious Era 1979-1987 (double LP, Area Pirata Records, Pisa)

### EP et vinyles
- 1981 : 400 Fascists (7" EP, Cessofonya Records)
- 1985 : Furious Party (7" EP, Belfagor Records)

### Participations
- 1983 : Basic Sampler - avec les morceaux No Obvious Title et Getting Violent (cassette, Basic Tapes, Deux Ex Machina)
- 1984 : World Class Punk - avec les morceaux HC Music (cassette, ROIR (Reachout International Records))
- 1984 : Last White Christmas, II - (cassette C60, Bad Compilation Tapes, Cessophena Records, réédité sur CD en 2000)
- 1984 : Senza Tregua - avec les morceaux Commandos, Terminal Fun et Mad Race (Cassetta, Ribelli Uniti Records - réédité en 2002, Enterruption, BC Tapes and Records, Schizophrenic Records, Ponk-111)
- 1984 : International P.E.A.C.E. Benefit Compilation - avec le morceau Life of Punishment (2xLP, R Radical Records)
- 1984 : Il Destino Dell'Uomo / The Doom of Man - avec les morceaux (Ev'ry Day's A) Reagan Day et Camp Darby Blues (cassette compilation, UKR)
- 1984 : Loro Decidono... Tu Paghi! - They Decide... You Pay! (cassette, Edizioni Storie Tese, Bad Compilation Tapes)